# بزرگراه شهید اردستانی
بزرگراه شهید اردستانی ( یا به نام اتوبان فرودگاه) بزرگراهی در شمال شرقی اصفهان است. این بزرگراه شرقی-غربی است.